# Njoammilroavvi
Njoammilroavvi är en kulle i Finland. Den ligger i Utsjoki kommun och landskapet Lappland, i den norra delen av landet, 1 000 km norr om huvudstaden Helsingfors. Toppen på Njoammilroavvi är 389 meter över havet. Njoammilroavvi ingår i Paistunturit.
Terrängen runt Njoammilroavvi är kuperad västerut, men österut är den platt.  Trakten runt Njoammilroavvi är nära nog obefolkad, med mindre än två invånare per kvadratkilometer. Närmaste större samhälle är Karigasniemi, 16,5 km sydväst om Njoammilroavvi. Omgivningarna runt Njoammilroavvi är i huvudsak ett öppet busklandskap.